# (37260) 2000 XR4
2000 XR4 (asteroide 37260) é um asteroide da cintura principal. Possui uma excentricidade de 0.11315020 e uma inclinação de 10.64627º.
Este asteroide foi descoberto no dia 1 de dezembro de 2000 por LINEAR em Socorro.